# ペルトーザ
ペルトーザ（伊: Pertosa）は、イタリア共和国カンパニア州サレルノ県にある、人口約700人の基礎自治体（コムーネ）。

## 地理

### 位置・広がり

#### 隣接コムーネ
隣接するコムーネは以下の通り。
- アウレッタ
- カッジャーノ
- ポッラ